# Rhyacotriton variegatus
Espèce
Synonymes
- Rhyacotriton olympicus variegatus Stebbins & Lowe, 1951

Statut de conservation UICN

 LC  : Préoccupation mineure
Rhyacotriton variegatus est une espèce d'amphibiens de la famille des Rhyacotritonidae. Cette salamandre est appelée  en anglais Southern torrent salamander.

## Répartition

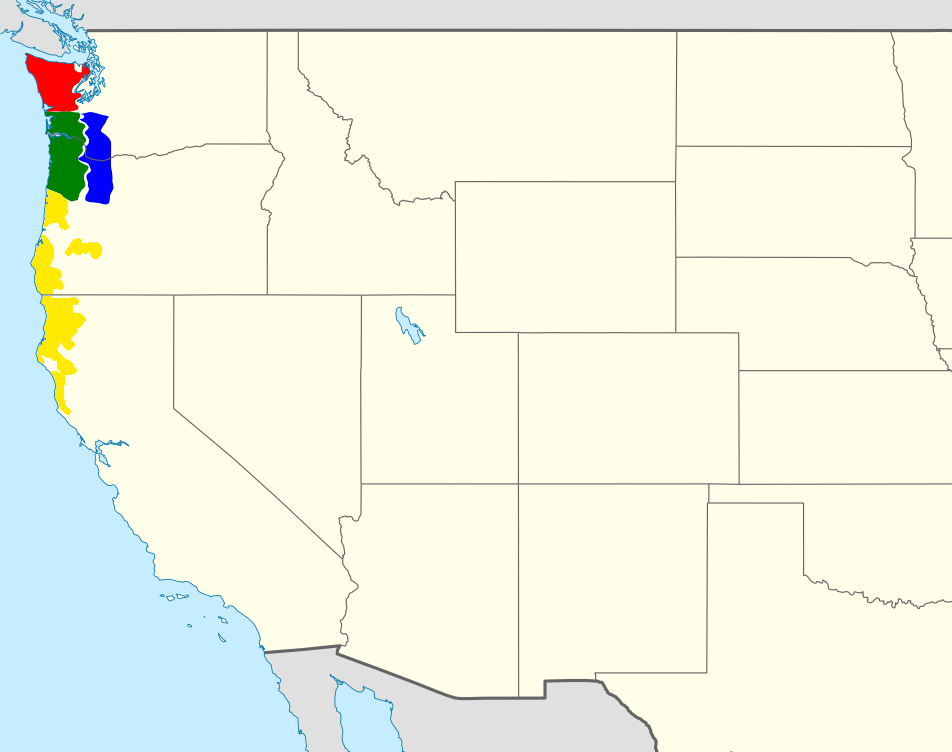
Distribution de Rhyacotriton variegatus en jaune.

Cette espèce est endémique des États-Unis. Elle se rencontre du comté de Polk, en Oregon, jusqu'au comté de Mendocino, en Californie à l'Ouest de la chaîne des Cascades le long du Pacifique.

## Publication originale
- Stebbins & Lowe, 1951 : Subspecific differentiation in the Olympic salamander Rhyacotriton olympicus. University of California Publications in Zoology, vol. 50, no 4, p. 465-484.